# Museo municipal de Artes Visuales
El Museo Municipal de Artes Visuales es un museo de Bellas Artes ubicado en el centro de la ciudad de Trelew, provincia del Chubut. El museo se encuentra a cargo de la Dirección de Cultura de la localidad y su objetivo es articular las actividades en el área de las artes plásticas y visuales con la comunidad.

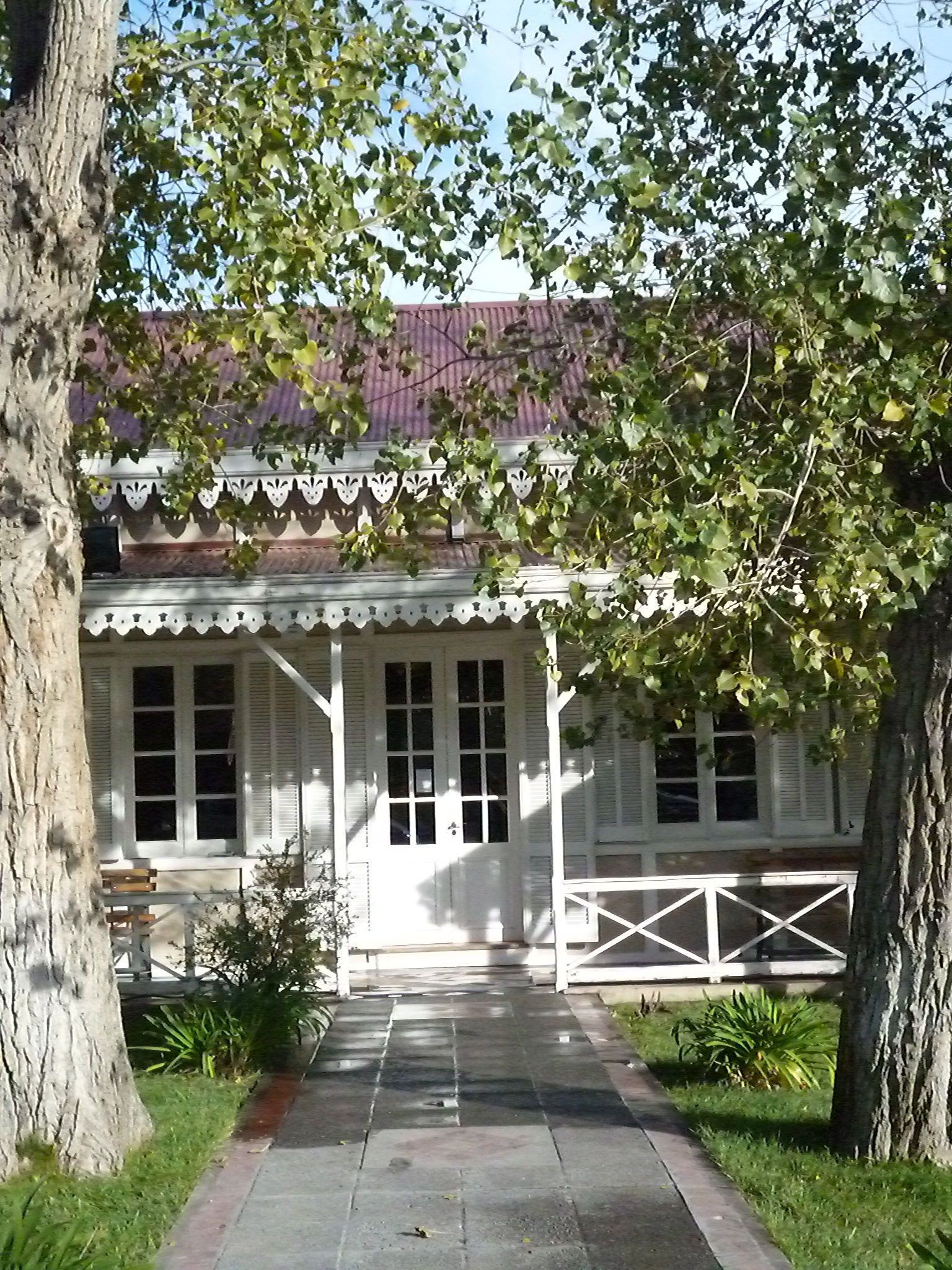
Entrada.

Su dinámica está basada en la organización de muestras renovadas mensualmente. Se realizan exposiciones de pintura, dibujo, fotografía escultura, grabado, cómic, cerámica, telar, objetos, etc. y corresponden a artistas locales y regionales, principalmente. Las exposiciones se realizan en el museo y en el Centro Cultural de la ciudad.

## Edificio
El edificio, de estilo galés, fue construido en 1900 por el Regimiento VI de línea y fue ocupado por la comisaría de policía hasta 1912, por la municipalidad de Trelew desde 1913 hasta 1932 y diferentes oficinas militares. En 1999, se crea el museo.